# Asma Ibret
Asma Ibret Hanim, (in arabo  أسماء إبريت هانم  ‎?) (Turchia, 1780 – Turchia, ...), è stata una calligrafa turca.
Attiva durante il regno del sultano ottomano Selim III (1761–1808), era l'allieva e la moglie del famoso calligrafo ottomano Mahmud Celâleddin (?- 1829), Asma padroneggiava perfettamente la calligrafia araba nei due stili Thuluth e Naskh.
Un suo Hilye-I Sharif (un dipinto descrittivo del profeta Maometto), realizzato nel 1795 all'età di 15 anni, è conservata al Topkapı di Istanbul..